# Anzygina honiala
Anzygina honiala är en insektsart som först beskrevs av George Willis Kirkaldy 1906.  Anzygina honiala ingår i släktet Anzygina och familjen dvärgstritar. Inga underarter finns listade i Catalogue of Life.